# Gonia (Kreta)
Gonia (Grieks: Γωνιά) is een dorpje op het Griekse eiland Kreta. Het plaatje telt ongeveer 600 inwoners en ligt op een hoogte van ongeveer 220 meter.
Gonia behoort tot de deelgemeente (dimotiki enotita) Nikoforos Fokas van de fusiegemeente (dimos) Rethimnon, in de Griekse bestuurlijke regio (periferia) Kreta.